# 田洲河
田洲河，也称百东河，位于中国广西壮族自治区西部，是右江左岸支流，发源于凌云县沙里瑶族乡浪伏村东北2.3千米处，东南流经巴马瑶族自治县所略乡局桑村（原局桑乡），田阳县玉凤镇坤平村（原坤平乡），至玉凤镇甫穷村转西南流，经百色市右江区四塘镇新忻村（原属百兰乡）后流入百东河水库，复入田阳县境。干流出百东河水库西南流至头塘镇百沙村右纳磺桑江后转东南流，至田阳县城田州镇河口村汇入右江。干流长131千米，平均比降2.21‰，流域面积1299平方千米。